# O Calvário (van Dyck)
Cristo na Cruz, a Virgem, São João e Santa Madalena – ou simplesmente O Calvário – é uma pintura do pintor flamengo Anthony van Dyck em 1617-1619. Este óleo vertical sobre tela é uma pintura cristã que retrata a Crucificação de Jesus tendo como pano de fundo um céu eclipse, com a Virgem Maria, Maria Madalena e São João Evangelista aos pés da Cruz. 